# Министерство энергетики Азербайджана
Министерство энергетики Азербайджана (азерб. Azərbaycan Respublikasının Energetika Nazirliyi) — государственный орган, регулирующий деятельность в области добывающей промышленности и энергетики Азербайджана.

## История

### Период Азербайджанской ССР
После установления советской власти в Азербайджане в составе Совета Народных Комиссаров Азербайджанской ССР был создан Народный Комиссариат земледелия, торговли, промышленности и продовольствия.
Конституцией Азербайджанской ССР 1921 года учреждался Нефтяной комиссариат.
Конституцией Азербайджанской ССР 1927 года учреждался Высший Совет народного хозяйства.
Конституцией Азербайджанской ССР 1937 года учреждалось Министерство нефтеперерабатывающей и нефтехимической промышленности. Министерство являлось союзно-республиканским.
До 1959 года действовало Министерство нефтяной промышленности Азербайджанской ССР. 31 июля 1959 года министерство было упразднено. Его полномочия переданы Совету народного хозяйства.

### Современный период
С 1991 года до создания министерства действовал Государственный топливный комитет.
18 апреля 2001 года создано Министерство топлива и энергетики. 
6 декабря 2004 года министерство преобразовано в Министерство промышленности и энергетики. Министерству были переданы полномочия Министерства экономического развития Азербайджана в области регулирования промышленности.
22 октября 2013 года преобразовано в Министерство энергетики.

## Общие сведения
Министерство регулирует деятельность производственной и энергетической отраслей. Эти мероприятия включают в себя разведку и разработку месторождений, операции НПЗ по нефти и газу, электрической и тепловой энергии, их поставку и распределение по сети. 
Основными функциями Министерства являются:
- определение перспективных направлений по подготовке государственных и региональных программ развития, обеспечение их реализации
- прогнозирование производства различных источников энергии
- участие в международных соглашениях о сотрудничестве в некоторых областях энергетического сектора
- контроль за деятельностью по обеспечению энергией всех секторов промышленности в соответствии с нормами
- создание благоприятных условий для внешних и внутренних инвестиций в энергетический сектор
- выдача лицензий
- обеспечение достаточного количества энергии на внутреннем рынке
- исследования и разработки в сфере энергетики
- применение международных стандартов и опыта в рамках страны
- подготовка мероприятий, направленных на снижение возможных потерь в процессе производства, транспортировки, распределения и использования энергетических ресурсов
- подготовка программ обеспечения энергетической безопасности Азербайджана
- экологическое обеспечение безопасности

## Структура
Министерство состоит Министра, заместителя министра, Аппарата, Коллегии. 
Отделы: 
- Отдел эффективности энергетики
- Отдел электроэнергетики и теплоэнергетики
- Отдел нефти и газа

Подотчётные организации:
- Агентство по регулированию энергетических вопросов
- Агентство по возобновляемым источникам энергии

11 января 2018 года в Министерстве энергетики были проведены структурные изменения. Были созданы новые департаменты и отделы, среди которых отдел нефти и химии, отдел внутреннего контроля. Кроме того, несколько других департаментов были реорганизованы.
22 декабря 2017 года при Министерстве создано Агентство по регулированию энергетических вопросов. Агентство регулирует отношения между производителями, распределительными сетями и потребителями электрической и тепловой энергии, газа, осуществляет контроль за инженерно-коммуникационными сетями. 
22 сентября 2020 года при Министерстве создано Государственное агентство по возобновляемым источникам энергии. 5 октября 2020 года обязанности председателя агентства были  временно возложены на руководителя аппарата Министерства Заура Мамедова. 

## Министры
- Меджид Керимов (18 апреля 2001― 9 декабря 2005)[12][13]
- Натиг Алиев (9 декабря 2005 ― 9 июня 2017)
- Парвиз Шахбазов  (12 октября 2017 ― наст. вр.)

## Деятельность
Делегация министерства 4 - 5 декабря 2023 года приняла участие в круглом столе министров возобновляемой энергии и энергоэффективности на 28-й конференции ООН по изменению климата.
1 марта 2024 года министерство подписало меморандум с компанией Nobel Energy о строительстве солнечной электростанции в  Джебраильском районе мощностью 100 МВт.
С 16 по 18 апреля 2024 года делегация министерства приняла участие в Саммите по зелёному водороду и 14-й сессии Ассамблеи Международного агентства по возобновляемым источникам энергии в Объединенных Арабских Эмиратах.

## Международное сотрудничество
Министерство промышленности и энергетики Азербайджана заключило соглашения и сотрудничает с Европейской Энергетической Хартией, Организацией Черноморского экономического сотрудничества, Исполнительным комитетом СНГ, Советом энергетики, Организацией по экономическому сотрудничеству, Агентством США по международному развитию, Европейской Комиссией (проекты INOGATE, TACIS, TRACECA), Экономической комиссией ООН для Европы (ЕЭК ООН), Международным агентством по атомной энергии, Координационным советом по развитию транспортного коридора нефти в рамках ГУАМ, Всемирной торговой организацией, Рабочей группой по сотрудничеству с НАТО, Международным валютным фондом, Всемирным банком, Европейским банком реконструкции и развития, немецким банком KfW, Исламским банком развития, Азиатским банком развития, Японским банком международного сотрудничества.

### Германия
13 февраля 2018 года Министерство энергетики Азербайджана провело встречу с представителями восточного комитета немецкой экономики. Парвиз Шахбазов отметил, что история экономического и культурного сотрудничества Азербайджана с Германией началась 200 лет назад, когда немцы из Вюртемберга переехали в Азербайджан. Также он отметил, что в Азербайджане действуют более 200 немецких фирм. Компания «Uniper» также играет роль в развитии этого сотрудничества. Это также одна из компаний, которая собирается получать газ из месторождения Шах-Дениз 2. Азербайджан и Германия намерены развивать альтернативную энергетику.

### Саудовская Аравия
16 января 2018 года делегация Азербайджана, возглавляемая Парвизом Шахбазовым посетила Саудовскую Аравию. Делегация Азербайджана встретилась с Салманом ибн Абдулазизом аль Саудом. Во время встречи обсуждалось сотрудничество в энергетическом секторе. Министр энергетики, промышленности и природных ресурсов Халид Абдулазиз Аль Фалих отметил, что в Азербайджане будет работать компания «Saudi Aramco».

### Чехия
Азербайджан и Чехия работают над новым межминистерским энергетическим соглашением. «Суть документа заключается в том, чтобы подчеркнуть стратегическую важность поставок азербайджанской нефти в Чешскую Республику, а также содействовать сотрудничеству в развитии альтернативных источников энергии (например, гидроэнергетики и других источников зеленой энергии) и создать условия для участия предпринимательских субъектов в энергетических проектах в обеих странах », - сказал Томас Хунер, министр промышленности и торговли Чехии. Азербайджанская нефть составляет треть потребления нефти Чехии.

### Южный Газовый Коридор
Благодаря Южному Газовому Коридору газ будет экспортироваться из Каспийского региона в Европу. Основным источником газа будет месторождение Шах-Дениз 2. Министерство энергетики сотрудничает с British Petroleum для реализации этого проекта в Каспийском регионе.